# Chrysopilus commoni
Chrysopilus commoni är en tvåvingeart som beskrevs av Paramonov 1962. Chrysopilus commoni ingår i släktet Chrysopilus och familjen snäppflugor. Inga underarter finns listade i Catalogue of Life.